# Elliot Johnson (Baseballspieler)
Elliot Tyler Johnson (* 9. März 1984 in Safford, Arizona) ist ein ehemaliger US-amerikanischer Baseballspieler in der Major League Baseball (MLB). Johnson ist auf den Positionen des Shortstops, des Second Basemans und als Outfielder einsetzbar.

## Vereine
Elliot Johnson spielte seit 2008 in folgenden Baseball-Clubs (Saisons):
- von 2008 bis 2012 bei den Tampa Bay Rays (Trikot-Nummer 43 & 9)
- 2013 erst bei den Kansas City Royals (Nummer 23), anschließend in der gleichen Saison bei den Atlanta Braves (Nummer 30)
- seit 2014 bei den Cleveland Indians (Nummer 30)

## Gehalt
Elliot Johnson Gehalt seit 2008 beläuft sich bisher auf 3.142.700 USD.